# Atem
Als Atem bezeichnet man die Luftmenge, die bei der Tätigkeit des Atmens (Luftholens oder Atemzug) bewegt wird. (Einatmen = Lunge mit Luft füllen, Ausatmen = Luft ausstoßen). Der Vorgang des Atmens heißt Atmung. Ein Mensch atmet täglich etwa 20.000-mal und bewegt dabei rund zwölf Kubikmeter Luft.
Die Ausdrücke „Atem“ und „Atmung“ werden im alltäglichen Sprachgebrauch häufig synonym verwendet. In der Medizin wird unter Atmung der physische Teil des Atmens verstanden, wobei man zwischen einem anatomisch/physiologischen Aspekt (äußere Atmung) und einem biochemischen (innere Atmung) unterscheidet.

## Kulturgeschichte
Alle Hochkulturen, so zum Beispiel die alten Griechen, kannten die Bedeutung des Atems. So stehen die Begriffe Pneuma und Odem sowohl für den Atem als auch für den Geist und die Seele als Wortbedeutung, vgl. Atemseele. In der indischen Philosophie sehen viele Formen des Yoga und spirituelle Pfade bis heute den Atem – vgl. das sprachlich nahe „Atman“ – als Mittler in der einen oder anderen Weise. Entsprechende Techniken, die vor allem mit Atmen zu tun haben, nennen sich im Yoga Pranayama. Nach dem Zweiten Weltkrieg entstanden verschiedene Methoden, den Atem therapeutisch und pädagogisch durch eine Atemtherapie zu nutzen. In der Neuen Musik des 20. und 21. Jahrhunderts wird der Atem bei Stücken für Querflöte solo bisweilen gezielt eingesetzt, um durch bewusst im Instrument hörbar gemachte Atemgeräusche bestimmte Assoziationen zu erzeugen. Darstellbar sind hier z. B. Atemnot oder Hyperventilation, die von Wissenschaftlern z. T. als musikalische Kritik an einer schnelllebigen Gesellschaft gewertet werden.
Auch in der ägyptischen Kultur zur Zeit der Pharaonen wurde dem Atem besondere Bedeutung beigemessen. So bedeutet zum Beispiel der Name der Göttin Selket „die atmen lässt“. Gemeint war hier ihre besondere Bedeutung bei der Heilung – speziell von giftigen Skorpionstichen. Außerdem hatte die so genannte Mundöffnung – eine Zeremonie an der Mumie Verstorbener – die Bedeutung, dem Toten ein Weiterleben in der Totenwelt zu ermöglichen.

## Zusammensetzung der Atemluft
Die Atemluft steht in der Homosphäre recht gleichmäßig zur Verfügung. Sie enthält als Hauptbestandteile 78 % Stickstoff (N2), 21 % Sauerstoff (O2), Wasserdampf, verschiedene Edelgase sowie 0,04 % Kohlenstoffdioxid (CO2). Diese Luft wird beim Einatmen durch die Nase zusätzlich mit Wasserdampf (der aus den Schleimhäuten der Nase verdunstet) angefeuchtet
Säugetiere, darunter der Mensch, setzen bei der aeroben Atmung einen Teil des in der Atemluft enthaltenen Sauerstoffs in Kohlenstoffdioxid um. Die Ausatemluft enthält weiterhin 78 % Stickstoff (N2), aber nur noch ca. 17 % Sauerstoff (O2) und  ca. 4 % Kohlenstoffdioxid (CO2) sowie rund 1 % aus Edelgasen und anderen Gasen wie beispielsweise Aceton oder Wasserstoff. Darmgase können auch in die Blutbahn diffundieren und werden dann über die Atmung ausgeschieden, siehe dazu auch Wasserstoffatemtest.

### Wasser und Tröpfchen
Die Ausatemluft enthält auch Wasserdampf, dessen Kondensation zu Nebel man gut im Freien bei Minusgraden (infolge Unterschreitung des Taupunkts in der Ausatemluft) erkennen kann. Um das in der Nacht abgeatmete Wasser aus der Luft und der Bettwäsche zu entfernen, werden Schlafräume am Morgen gelüftet.
Im Zuge der Coronakrise und wegen anderer Infektionskrankheiten wurde untersucht, wie sich Wassertröpfchen durch die Atemluft verbreiten können. Theoretisch können solche Tröpfchen auch Viren oder Bakterien transportieren. Dabei wurden Aerosole mit einer Größe ab 0,6 Mikrometern gefunden, wobei aber auch Tröpfchen bis zu einer Größe von 300 Mikrometern entstehen können. Die Studie lässt aber keine Schlüsse zu, wie infektiös solche Partikel sind.

## Forschung
Durch den Einsatz von Laserspektroskopie wollen Wissenschaftler aus Hannover über den Atem von Patienten auf Krankheiten schließen. Das Prinzip des Forschungsprojekts basiert darauf, dass im menschlichen Atem Spurengase vorhanden sind, die zum Teil auf Krankheiten hinweisen. Mit einem Laserstrahl und passenden Sensoren will man  die Spurengase messen. Die Atemluftdiagnose würde sich  besonders für Säuglinge sowie ältere Menschen eignen, da kein Eingriff in den Körper notwendig ist. Das Problem: Spurengase kommen nur in äußerst geringen Konzentrationen in der Atemluft vor. Um sie erfassen zu können, müssen passende Laserquellen und Sensoren entwickelt werden.
Die Forschungsarbeiten zielen vor allem auf die Diagnose von Atemwegserkrankungen wie Lungenkrebs bis hin zur Erkennung von Dick- oder Enddarmkrebs ab. Das Forschungsprojekt sollte bis Juni 2007 laufen – mit  Wissenschaftlern des Laser Zentrums Hannover (LZH) und Partnern aus den Niederlanden, Großbritannien und Italien.
Darüber hinaus kommen in letzter Zeit sogenannte Ionen-Mobilitäts-Spektrometer zum vorklinischen Einsatz, z. B. beim Leibniz-Institut für Analytische Wissenschaften, in der Lungenklinik Hemer oder beim KIST Europe.